# M72 LAW
 (février 2016).
Si vous disposez d'ouvrages ou d'articles de référence ou si vous connaissez des sites web de qualité traitant du thème abordé ici, merci de compléter l'article en donnant les références utiles à sa vérifiabilité et en les liant à la section « Notes et références ».

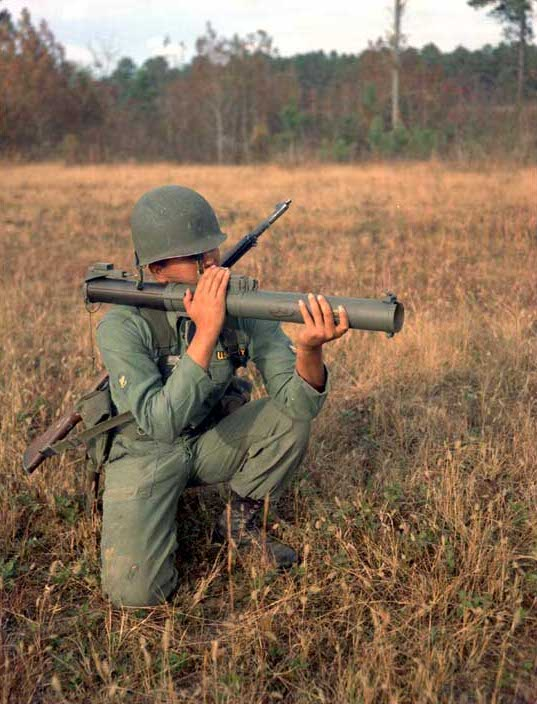
Un fantassin avec un uniforme OG-107 tenant un M72 LAW en position déployée prêt à faire feu. Photo prise à Fort Benning en 1960.

Le M72 LAW (Light Anti-Tank Weapon ou « arme antichar légère », aussi connue sous le nom de Light Anti-Armor Weapon, « arme anti-blindage légère » ou LAW) est un lance-roquettes antichar portable à usage unique de 66 mm produit aux États-Unis par Talley Defense Systems, filiale depuis 2007 de Nammo Raufoss AS en Norvège.

## Conception
Le LAW dont les prototypes furent testés à partir de 1960 a remplacé le bazooka pour devenir la principale arme antichar à partir de la guerre du Viêt Nam.
La propulsion à propergol solide est conçue par Rohm and Haas à partir de 1959.
Paul V. Choate, Charles B. Weeks, Frank A. Spinale, et leur équipe ont conçu cette arme à la division Hesse-Eastern de la société Norris Thermadore. 

## Production et utilisation
La production américaine de l'arme a commencé par Hesse-Eastern en 1963 et s'est terminée en 1983 ; actuellement, il est produit par Nammo Raufoss AS en Norvège et leur filiale Nammo Talley, Inc. en Arizona.
Il était prévu de le remplacer par le FGR-17 Viper (en) (qui aurait également remplacé le M47 Dragon), mais ce programme est annulé et il est remplacé par le M136 AT4. Vendu dans un total de 24 pays, il est toujours utilisé dans les années 2010 dans plusieurs pays dont les États-Unis, le Canada, la Belgique ou la Nouvelle-Zélande.
La toute première version a une portée efficace maximale de 170 m et peut pénétrer 300 mm d'acier trempé. Les versions suivantes ont une portée utile maximale de 220 mètres et pénètrent 355 mm de blindage homogène laminé.
En 2018, une nouvelle version optimisée pour la guerre urbaine, plus lourde que les précédentes et permettant le tir depuis un lieu clos d'une roquette nommée A10, est testée par le corps des Marines.
En 2022, la munition en production est la M72 Enhanced Capacity capable de traverser de 300  à   450 mm de blindage homogène laminé selon les versions, pour une portée utile de 350 m.
Des versions locales sont produites en Turquie par la Société des industries mécanique et chimique et à Taiwan par l'usine 205 du Bureau de l'armement du ministère de la Défense nationale.

## Description
L'arme consiste en une roquette emballée dans un lanceur jetable fait de deux tubes disposés l'un dans l'autre.
Cette roquette est dotée d'une charge creuse (HEAT).

## Variantes

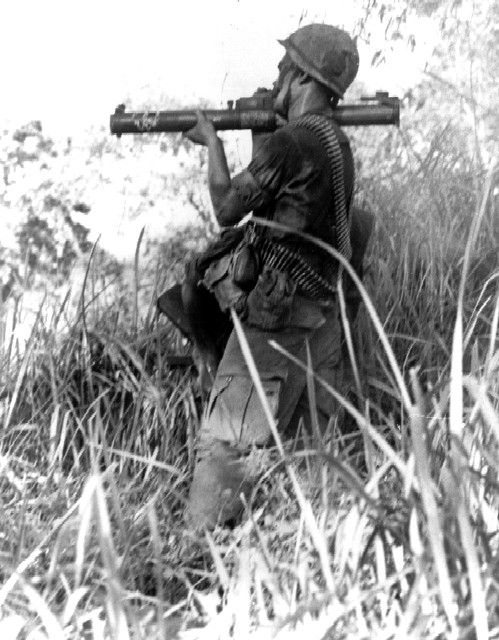
Utilisation d'un M72 pendant la guerre du Vietnam par un membre de la 101st Airborne Division.

| Désignation | Description                                                                                              |
| ----------- | --- |
| M72         | 66 mm Talley lance-roquettes                                                                             |
| M72A1       | Variante du M72 ; moteur de la roquette amélioré                                                         |
| M72A2       | Variante du M72 ; moteur de la roquette amélioré                                                         |
| M72A3       | Variante des M72A1/A2 ; amélioration de sécurité                                                         |
| M72A4       | Variante du M72 ; roquette optimisée pour une plus forte pénétration ; meilleur assemblage du lanceur    |
| M72A5       | Variante du M72A3 ; meilleur assemblage du lanceur                                                       |
| M72A6       | Variante du M72 ; roquette basse pénétration, effet de souffle amélioré ; meilleur assemblage du lanceur |
| M72A7       | Variante du M72A6 ; variante pour la marine                                                              |
| M72E8       | Variante du M72A7 ; moteur de la roquette Fire-From-Enclosure (FFE) ; meilleur assemblage du lanceur     |
| M72E9       | Variante du M72 ; roquette avec une meilleure capacité antiblindage ; meilleur assemblage du lanceur     |
| M72E10      | Variante du M72 ; roquette à fragmentation ; meilleur assemblage du lanceur                              |
| M72 EC      | Versions Mk1 et Mk2 en production en 2022                                                                |

## Spécifications techniques

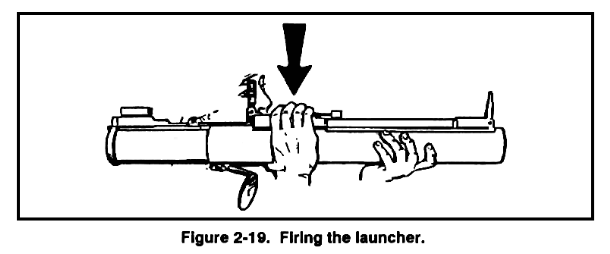
M72 LAW en position de tir.

### Lanceur
- Longueur :
  - Déployé : 0,89 m
  - Fermé: 0,63 m
- Masses:
  - M72A2 complet : 3,6 kg
  - M72A3 complet : 3,8 kg
- Mécanisme de mise à feu : percussion.
- Viseur avant : réticule gradué par pas de 25 m.
- Viseur arrière : viseur s'ajustant automatiquement à la température.

### Roquette
- Calibre : 66 mm
- Longueur : 508 mm
- Masse : 1,8 kg
- Vitesse : 145 m/s

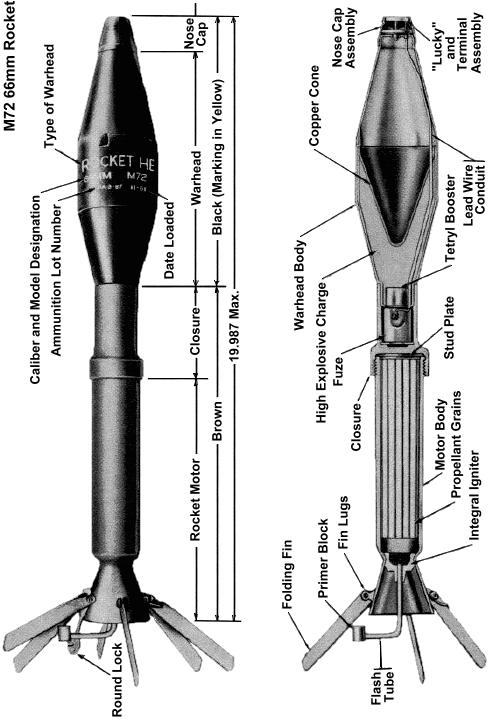
Coupe d'une des premières générations de roquette de M72.

- Portée minimum (combat) : 10 m
- Portée maximum : 1 000 m

### Portées maximales efficaces
- Cible fixe : 200 m
- Cible mouvante : 165 m
- Au-delà de ces distances, il y a moins de 50 % de chances de toucher la cible.

## Autres utilisateurs
La British Army adopte une version du M72 construite en Norvège sous la désignation « Rocket 66 mm HEAT L1A1 » qui est remplacée par le LAW 80 depuis la fin des années 1980[réf. nécessaire].
L'US Army a testé d'autres roquettes de 66 mm basées sur le moteur des M54, utilisé pour la M72, dont la M74 et la XM96. Ces roquettes furent utilisées pour les lanceurs à quatre tubes XM191 et M202 FLASH[réf. nécessaire].
Il est employé, en 1989, par des mouvements de guérilla en Birmanie, au Cambodge, en Colombie, au Nicaragua et au Salvador.
L'Ukraine en reçoit a partir de 2022 de plusieurs pays occidentaux suite à son invasion par la Russie[réf. nécessaire].
La conception du RPG-18 soviétique a été très probablement copiée sur celle du M72 LAW[réf. nécessaire].